# Coll de Bóixols

El Coll de Bóixols, respecte del terme d'Abella de la Conca

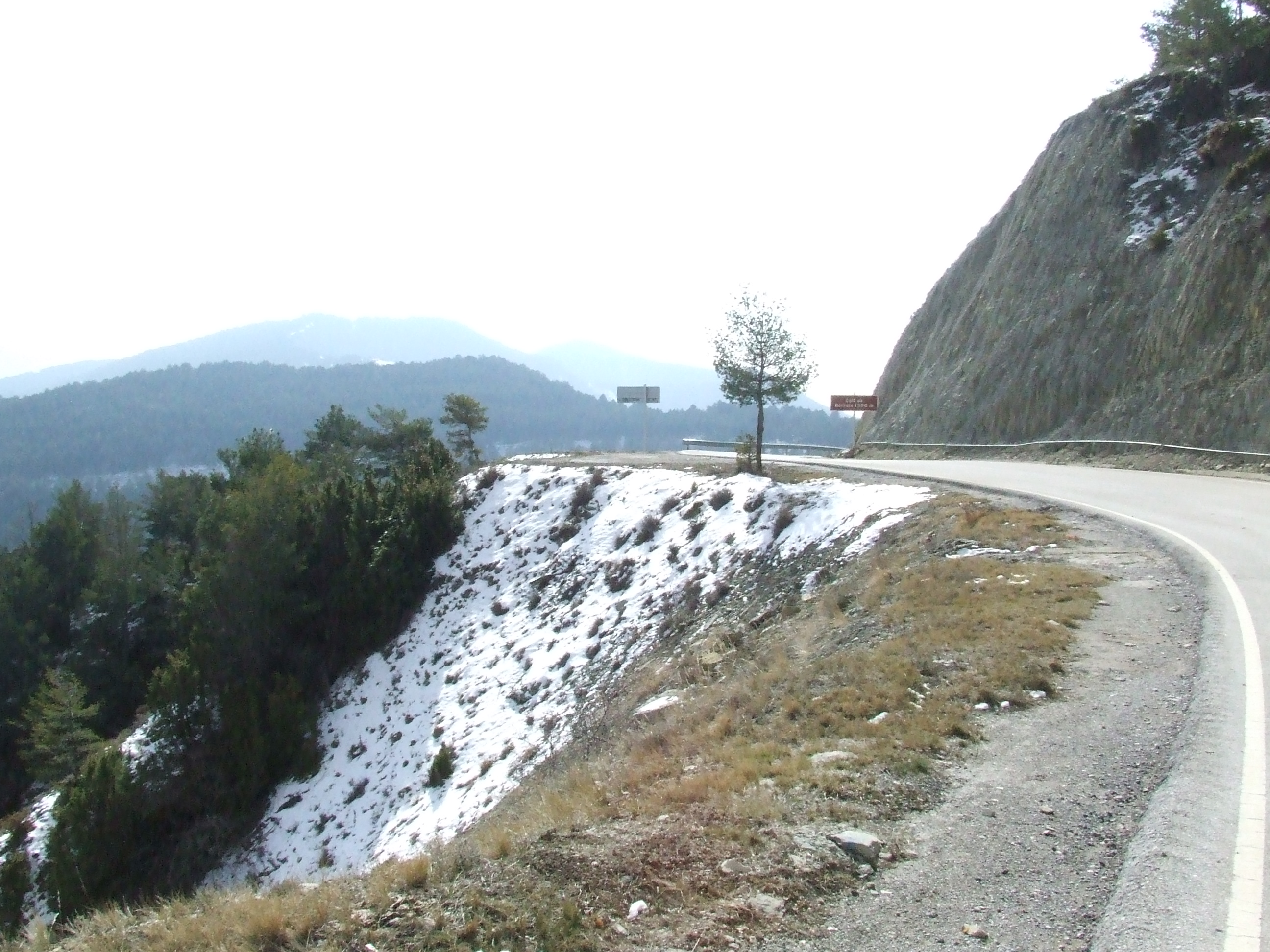
El Coll de Bóixols, costat pallarès

El Coll de Bóixols, en alguns casos esmentat com a Coll de Boix, és una collada de 1.321 m d'altitud situada en el límit dels termes municipals d'Abella de la Conca, a la comarca del Pallars Jussà, i de Coll de Nargó, a la de l'Alt Urgell. En aquest segon terme, és dins del que fou terme de Montanissell.
Està situat a la carena que enllaça el Tossal de la Devesa, al sud-oest, i los Castellans, al nord-est. El coll originari és una mica per damunt de l'actual, atès que la carretera L-511 discorre pel vessant alturgellenc de la carena on és el coll. El coll de carretera és a uns 90 metres al nord-oest del punt quilomètric 23.
Del Coll de Bóixols surt també cap al sud-sud-oest el Camí de Ca l'Astor, que mena a Ca l'Astor i a Cal Valldoriola.
A ponent del coll s'estén la partida rural del mateix nom.

## Etimologia
Es tracta d'un topònim romànic modern, de caràcter descriptiu: un coll de muntanya, antigament de camins i actualment de carretera, damunt del poble de Bóixols.